# Gabriel Ucar
Gabriel Ucar, född 12 mars 1982 i Landskrona, är en svensk fotbollsspelare (försvarare).
2008 var han på provspel i irländska Derry City. Han blev i mars 2013 klar för division 2-klubben Prespa Birlik. Det blev endast en säsong i klubben för Ucar.
Ucar har spelat nio matcher för Sveriges U21-landslag.